# Brandon Jacobson
Pour les articles homonymes, voir Jacobson.
Brandon Jacobson est un joueur d'échecs américain né le 14 novembre 2003 à Plainfield (New Jersey), grand maître international depuis 2022.
Au 1er juillet 2022, il est le 32e joueur américain et le 27e junior mondial (moins de 20 ans) avec un classement Elo de 2 544 points.

## Biographie et carrière
En décembre 2018, à quinze ans, Brandon Jacobson finit troisième ex æquo du 102e championnat du Marshall Chess Club.
En 2019, Brandon Jacobson remporta le tournoi de normes du Marshall Chess Club avec 6,5 points sur 9, le Chess Max Academy 1st Fall GM Invitational à New York avec 6,5 points sur 9 ; il finit cinquième du championnat des États-Unis junior .
En janvier 2020, il remporte avec 7 points sur 9 de l'open de Charlotte (Caroline du Nord), et finit quatrième du championnat des États-Unis junior en octobre.
En 2021, il remporte le championnat du Marshall Chess Club (105e mémorial Lasker) en décembre avec 7,5 points sur 9
En juin 2022, il finit 1er-3e (deuxième  au départage) du 15e tournoi international annuel de Philadelphie avec 7 points sur 9. En juillet 2022, il finit 1er-8e du World Open disputé à Philadelphie avec 7 points sur 9.